# 西村喜久
西村 喜久（にしむら よしひさ、1943年11月17日 - ）は、滋賀英会話学院主宰者。「西村式語学教育研究所」代表取締役。
早稲田大学エクステンションセンター講師。
京都市出身。

## 経歴
京都市中京区の二条城近くに生まれる。
京都外国語大学外国語学部英米学科卒業後、同時通訳のかたわらECC大阪外語学院の英会話講師を勤める。
医学、企業向けの翻訳等も行っていたが、これまでの英会話、英語教育とその成果に疑問を抱き始め、独自で英語教育のあり方の研究を開始する。
1970年には滋賀英会話学院を設立し、中学高校で学習する従来の英語とは異なる独自の英語教育を展開してきた。
"英語は限りなくやさしくなければならない"という英語教育の核を求め、現在もその研究と実践に取り組んでいる。

### 情景発想法
日本人による英会話は、初心者の場合は、大体が「日本語＝英語」という言い回しを見つけようとして、それにこだわるあまり、挫折してしまうのが一般的である。英語で話す時に日本語→英語に直訳できない場合に対し、西村式英語の一つである「情景発想法」は、直接訳せないものは全て情景を描写する内容に変えてしまい、自分なりの発想法で話したい表現を自由に発想できるようになる、というものである。
有名な著書としては、『英語は前置詞だ』『中学英語でこんなにペラペラ』『英語がいとも簡単に話せる』などがある。

### 略歴
- 1968年 - 京都外国語大学外国語学部英米学科卒業
- 1970年 - 滋賀英会話学院を設立
- 2007年 - 西村式語学教育研究所を設立
- 2008年 - 日本文芸アカデミー賞ゴールド賞受賞[1]

## 著書

### 新書
- 『6つの動詞で英語が話せる 革命的英会話』（サンケイ出版、1985年）
- 『外人の話がラクラク聞ける 革命的ヒアリング―"イッキ英語"7つの法則』（サンケイ出版、1985年）
- 『大学受験・英検1級に必携!革命的英単語』（サンケイ出版、1986年）
- 『これが英語の謎の正体だ』（明日香出版社、1996年）
- 『これが前置詞の謎の正体だ』（明日香出版社、1997年）
- 『これが動詞の謎の正体だ』（明日香出版社、1997年）
- 『英単語は言霊で覚えなさい―新発見!AからZには意味があった』（河出書房新社、1998年）
- 『子どもに教えて親も学べる英会話』（宝島社新書、2002年）

### 単行本
- 『英会話は21の基本動詞で!―これで英語は何とかなる』（日本実業出版社、1987年）
- 『西村式ヒアリング大革命―英会話ホイホイ上達法 』（明日香出版社、1987年）
- 『英会話はHaveだ―西村式英会話ホイホイ上達法 』（明日香出版社、1988年）
- 『西村式で旅行英会話はペラペラ―西村式英会話ホイホイ上達法 』（明日香出版社、1988年）
- 『英語が1週間でイヤになるほどわかる本』（明日香出版社、1988年）
- 『英語が前から3週間で30倍速く訳せる本―西村式 英語ホイホイ上達法 』（明日香出版社、1988年）
- 『あいうえおの英語―西村式 母と子の英会話教室』（明日香出版社、1989年）
- 『ビートルズでヒアリング―西村式英会話ホイホイ上達法』（明日香出版社、1989年）
- 『「動詞」で英語大革命―西村式英語ホイホイ上達法』（明日香出版社、1989年）
- 『西村式「逆発想」でワンランク上の英語がモノになる―無生物を主語にする大逆転テクニック』（明日香出版社、1989年）
- 『中学英語で「言いたいこと」がいとも簡単に話せる―西村先生のあっと驚く1週間英会話』（明日香出版社、1990年）
- 『西村式情景発想で単語力がなくても日常英会話はこんなにペラペラ』（明日香出版社、1990年）
- 『壁やぶり英会話』（明日香出版社、1991年）
- 『図解 英単語本来の意味が1週間でイヤになるほど身につく本』（明日香出版社、1992年）
- 『おそろしいほど前置詞がわかる本』（明日香出版社、1993年）
- 『英単語力が13時間で130倍にふくれあがる本―常識やぶりの大発見 AからZまでそれぞれに意味があった! 』（明日香出版社、1994年）
- 『英作文の基本が1週間でイヤになるほどわかる本』（明日香出版社、1995年）
- 『中学英語でこんなにペラペラ』（明日香出版社、1995年）
- 『これが a と the の謎の正体だ』（明日香出版社、1997年）
- 『きみが英語のできない理由―西村式でスカッとわかる英文法のマインド』（研究社出版、1998年）
- 『英語・瞬間速読み術―この法則では前からスラスラ訳せます』（明日香出版社、1998年）
- 『CD BOOK 英語リスニングができるようになる』（ベレ出版、1999年）
- 『英会話がアッという間に身につく本―肝心なのは基本動詞!』（PHP研究所、1999年）
- 『理屈でわかる英文法』（ベレ出版、1999年）
- 『中学英語でこんなにペラペラ』（明日香出版社、2000年）
- 『英語は前置詞だ』（明日香出版社、2000年）
- 『“群"で覚える英単語』（明日香出版社、2000年）
- 『英会話 驚くべき簡単上達法』（明日香出版社、2000年）
- 『英単語・連想記憶術―日本語の中で覚え、語源を理解する!』（PHP研究所、2000年）
- 『理屈でわかる前置詞と動詞―英語の前置詞と動詞の結びつきがわかる』（ベレ出版、2000年）
- 『英会話のための7つの動詞発想法―これが英語の核となる発想法だ!』（ベレ出版、2001年）
- 『もうちょっとで英語が書ける―英作文上達の西村式鉄則40』（明日香出版社、2002年）
- 『英語の発音トレーニングブック』（明日香出版社、2002年）
- 『英文法が渦をまいて河に流れる―力と方向ですっきりわかる英語のしくみ』（プレイス、2003年）
- 『理屈でわかる英語13文型』（ベレ出版、2003年）
- 『実は誰もが英語を話せる』（ナツメ社、2003年）*『GET!英文法―これ1冊で英文法の裏までわかる!』（明日香出版社、2004年）
- 『今までにない前置詞講義』（アスク、2005年）
- 『連鎖式 英単語この方法・この法則』（明日香出版社、2007年）
- 『英語が1週間でいとも簡単に話せるようになる本』（明日香出版社、2008年）
- 『CD付き 23の基本動詞でいとも簡単に英語が話せる!』（明日香出版社、2009年）
- 『1週間集中! 中学英語でここまで話せる』（明日香出版社、2010年）
- 『すごい! 英語は前置詞だ!』（明日香出版社、2011年）
- 『すごい! 英語は動詞だ!』（明日香出版社、2011年）